# Граф Фрухта
Граф Фрухта — определённый планарный минимальный кубический граф, не имеющий нетривиальных автоморфизмов.
Описан Робертом Фрухтом в 1939 году.

## Свойства
Граф Фрухта:
- Не имеет нетривиальных симметрий[2];
- Имеет 12 вершин и 18 рёбер;
- Является кубическим графом;
- Является рёберно k-связным графом;
- Имеет радиус 3, диаметр 4, обхват 3, хроматическое число 3, хроматический индекс 3, число независимости равно 5;
- Граф Фрухта является гамильтоновым и задаётся LCF-кодом
{\displaystyle [-5,-2,2,3,-2,4,-3,5,2,-4,-2,2].}

Раскраска в три цвета.
Гамильтонов цикл.

- Граф Фрухта — это граф Халина.

- Как и все графы Халина, граф Фрухта является планарным, 3-вершинно-связным и графом многогранника.

- Граф Фрухта — один из минимальных кубических графов, имеющих единственный автоморфизм — тождественность[3] (таким образом, любая вершина может быть топологически отличима от остальных). Такие графы называются асимметричными графами.
  - Теорема Фрухта утверждает, что любую группу можно представить как группу симметрий графа,[1] а усиление этой теоремы, тоже Фрухта, утверждает, что любая группа может быть представлена как группа симметрий 3-регулярного графа[4] Граф Фрухта даёт пример такой реализации для тривиальной группы.

- Характеристический многочлен графа Фрухта равен {\displaystyle (x-3)(x-2)x(x+1)(x+2)(x^{3}+x^{2}-2x-1)(x^{4}+x^{3}-6x^{2}-5x+4)}.